# Hamarkameratene 2013
Questa voce raccoglie le informazioni riguardanti lo Hamarkameratene nelle competizioni ufficiali della stagione 2013.

## Stagione
Lo Hamarkameratene chiuse la stagione al 5º posto in classifica, raggiungendo così un piazzamento valido per partecipare alle qualificazioni all'Eliteserien: al primo turno delle stesse, però, fu eliminato dal Ranheim. L'avventura nella Coppa di Norvegia 2013 si chiuse invece al quarto turno, quando la squadra subì la sconfitta da parte del Mjøndalen. I calciatori più utilizzati in stagione furono Victor Adebahr, Emil Dahle, Oddbjørn Lie, John Anders Rise e Fredrik Sjølstad, tutti a 34 presenze tra campionato e coppa. Il miglior marcatore fu Emil Dahle, con 12 reti (9 in campionato, 3 in coppa).

## Maglie e sponsor
Lo sponsor tecnico per la stagione 2013 fu Adidas, mentre lo sponsor ufficiale fu Sparebanken Hedmark. La divisa casalinga era composta da una maglietta bianca con maniche verdi, pantaloncini verdi e calzettoni bianchi. Quella da trasferta era invece totalmente verde, con una maglietta che presentava strisce orizzontali di una tonalità di verde più scuro.
| Casa | Trasferta |

## Rosa
| N. |                               | Ruolo | Calciatore             |
| -- | ----------------------------- | ----- | ---------------------- |
| 1  | Norvegia (bandiera)           | P     | Lars Øvernes           |
| 3  | Norvegia (bandiera)           | D     | John Anders Rise       |
| 4  | Norvegia (bandiera)           | D     | Håkon Aalmen           |
| 5  | Norvegia (bandiera)           | D     | Oddbjørn Lie           |
| 6  | Macedonia del Nord (bandiera) | D     | Edmir Asani            |
| 7  | Norvegia (bandiera)           | D     | Vegar Bjerke           |
| 8  | Norvegia (bandiera)           | A     | Tore Andreas Gundersen |
| 9  | Norvegia (bandiera)           | D     | Truls Jevne Hagen      |
| 9  | Norvegia (bandiera)           | C     | Erik Tønne             |
| 11 | Svezia (bandiera)             | C     | Victor Adebahr         |
| 12 | Norvegia (bandiera)           | P     | Emil Holst             |
| 14 | Norvegia (bandiera)           | A     | Emil Dahle             |
| 15 | Norvegia (bandiera)           | C     | Fredrik Sjølstad       |

| N. |                     | Ruolo | Calciatore            |
| -- | ------------------- | ----- | --------------------- |
| 16 | Norvegia (bandiera) | A     | Sigurd Bølla Riseng   |
| 17 | Norvegia (bandiera) | D     | Torgeir Osmo Strand   |
| 18 | Norvegia (bandiera) | C     | Atle Norum Tronsmoen  |
| 20 | Norvegia (bandiera) | C     | Emil Sildnes          |
| 21 | Norvegia (bandiera) | C     | Kristoffer Hagen      |
| 23 | Norvegia (bandiera) | C     | Ole Amund Sveen       |
| 24 | Norvegia (bandiera) | P     | Ivar Rønningen        |
| 32 | Norvegia (bandiera) | A     | Niklas Tilley Solhaug |
| 33 | Norvegia (bandiera) | D     | Anders Emil Nedrebø   |
| 34 | Norvegia (bandiera) | C     | Aleksander Woo Enger  |
| 35 | Norvegia (bandiera) | C     | Daniel Bekkevold      |
| 55 | Ghana (bandiera)    | C     | Aziz Idris            |

## Calciomercato

### Sessione invernale(dal 01/01 al 31/03)
| Acquisti | Acquisti       | Acquisti      | Acquisti   |
| R.       | Nome           | da            | Modalità   |
| -------- | -------------- | ------------- | ---------- |
| P        | Lars Øvernes   |               | svincolato |
| C        | Victor Adebahr |               | svincolato |
| C        | Aziz Idris     | Mjøndalen     | definitivo |
| C        | Erik Tønne     | Sheffield Utd | prestito   |

| Cessioni | Cessioni           | Cessioni  | Cessioni   |
| R.       | Nome               | a         | Modalità   |
| -------- | ------------------ | --------- | ---------- |
| P        | Daniel Bakken      | Lørenskog | definitivo |
| P        | Gary Hogan         |           | svincolato |
| P        | Dyre Schjerve      | Lørenskog | definitivo |
| D        | Erik Hulleberg     | Ottestad  | definitivo |
| C        | Ørjan Berg Hansen  |           | svincolato |
| A        | Christer Jensen    |           | svincolato |
| A        | Thomas Lehne Olsen |           | svincolato |

### Sessione estiva(dal 15/07 al 10/08)
| Acquisti | Acquisti        | Acquisti     | Acquisti |
| R.       | Nome            | da           | Modalità |
| -------- | --------------- | ------------ | -------- |
| C        | Ole Amund Sveen | Strømsgodset | prestito |

| Cessioni | Cessioni   | Cessioni      | Cessioni      |
| R.       | Nome       | a             | Modalità      |
| -------- | ---------- | ------------- | ------------- |
| C        | Erik Tønne | Sheffield Utd | fine prestito |

## Risultati

### 1. divisjon

#### Girone di andata
| Arbitro: | Steen (Bergen) |

|                   |           |                      |
| Dahle 22’ Lie 64’ | Marcatori | 61’ Boli 90’ Brustad |

| Arbitro: | Staberg (Harstad) |

|                        |           |                  |
| Latifu 47’, 60’ (rig.) | Marcatori | 80’ (rig.) Idris |

| Arbitro: | Toppe |

|                              |           |             |
| Idris 79’ (rig.) Adebahr 85’ | Marcatori | 53’ Jørstad |

| Arbitro: | Hansen |

|  |           |                       |
|  | Marcatori | 59’ Dahle 65’ Nedrebø |

| Arbitro: | Gya |

|           |           |  |
| Tønne 64’ | Marcatori |  |

| Arbitro: | Rafiq |

|                               |           |                                |
| Sellin 29’ Lamøy 53’ Torp 84’ | Marcatori | 64’ Asani 90’ (rig.) Gundersen |

| Arbitro: | Borgersen (Oslo) |

|                                |           |            |
| Tønne 7’ Adebahr 47’ Asani 60’ | Marcatori | 63’ Skogmo |

| Arbitro: | Toppe |

|  |           |                                   |
|  | Marcatori | 14’ Tønne 48’ Hagen 90’ Gundersen |

| Hamar 20 maggio 2013, ore 18:00 9ª giornata | HamKam | 0 – 0 referto | Bodø/Glimt | Briskeby Arena (2.241 spett.)\| Arbitro: \| Eskås \| |
| Arbitro:                                    | Eskås  |               |            |                                                      |

| Arbitro: | Steen |

|                                    |           |  |
| Adaramola 7’ Stene 60’ Solberg 90’ | Marcatori |  |

| Hamar 9 giugno 2013, ore 18:00 11ª giornata           | HamKam    | 2 – 0 referto | Strømmen | Briskeby Arena (1.511 spett.) |
| \| \| \| \| \| Lie 15’ Nedrebø 89’ \| Marcatori \| \| |           |               |          |                               |
|                                                       |           |               |          |                               |
| Lie 15’ Nedrebø 89’                                   | Marcatori |               |          |                               |

| Arbitro: | Gya |

|  |           |                                  |
|  | Marcatori | 2’ Asani 14’ Gundersen 51’ Tønne |

| Arbitro: | Ahlsen |

|             |           |  |
| Skartun 51’ | Marcatori |  |

| Arbitro: | Hansen |

|           |           |           |
| Dahle 90’ | Marcatori | 17’ Solum |

| Arbitro: | Døvle (Larvik) |

|                                                      |           |              |
| Mendy 34’, 70’, 84’ (rig.) Rødsand 38’ Sivertsen 72’ | Marcatori | 32’ Sjølstad |

#### Girone di ritorno
| Arbitro: | Eskås |

|                  |           |                           |
| Idris 16’ (rig.) | Marcatori | 61’ Kirkevold 79’ Granaas |

| Arbitro: | Borgersen (Oslo) |

|              |           |                                                             |
| Haugsdal 42’ | Marcatori | 7’ Bekkevold 36’ Dahle 52’ Aalmen 72’ Adebahr 85’ Gundersen |

| Arbitro: | Hagenes |

|             |           |  |
| Sildnes 86’ | Marcatori |  |

| Arbitro: | Eskås |

|                              |           |  |
| Myklebust 27’, 51’ Dadjo 66’ | Marcatori |  |

| Arbitro: | Haugen |

|             |           |               |
| Adebahr 22’ | Marcatori | 65’ Miljeteig |

| Arbitro: | Moen |

|                |           |             |
| Tveter 9’, 90’ | Marcatori | 46’ Adebahr |

| Arbitro: | Ahlsen |

|                          |           |                        |
| Dahle 16’ Sveen 63’, 72’ | Marcatori | 61’ Tveita 79’ Khalili |

| Arbitro: | Gya |

|                         |           |  |
| Richards 57’ Ndiaye 72’ | Marcatori |  |

| Arbitro: | Hansen |

|                                 |           |  |
| Idris 19’ Sveen 70’ Adebahr 73’ | Marcatori |  |

| Arbitro: | Eskås |

|                               |           |                       |
| Eriksen 49’ (rig.) Brekke 65’ | Marcatori | 66’ Adebahr 82’ Dahle |

| Arbitro: | Kringstad |

|                              |           |            |
| Idris 45’ (rig.), 86’ (rig.) | Marcatori | 39’ El Haj |

| Arbitro: | Kjensli (Oslo) |

|          |           |                            |
| Mork 60’ | Marcatori | 14’ Dahle 34’ (rig.) Idris |

| Arbitro: | Toppe |

|                       |           |           |
| Dahle 34’ Adebahr 54’ | Marcatori | 90’ Stene |

| Arbitro: | Lundby |

|                                    |           |                     |
| Moen Hansen 13’ (rig.) Tokstad 38’ | Marcatori | 63’ Idris 68’ Dahle |

| Arbitro: | Steen |

|               |           |                                                             |
| Gundersen 90’ | Marcatori | 24’ Åsen 44’ M. Reginiussen 50’ Karlsen 67’ (aut.) Sjølstad |

#### Qualificazioni all'Eliteserien
| Arbitro: | Eskås |

|                     |           |  |
| Eek 45’ Løkberg 86’ | Marcatori |  |

### Coppa di Norvegia
| Arbitro: | Moen |

|  |           |                                                              |
|  | Marcatori | 4’ Sildnes 47’, 58’, 87’ Adebahr 69’ Hagen 80’ (aut.) Sæther |

| Arbitro: | Lindahl |

|                                   |           |            |
| Dahle 18’ Hagen 28’ Gundersen 40’ | Marcatori | 89’ Rashid |

| Arbitro: | Rafiq |

|  |           |           |
|  | Marcatori | 67’ Asani |

| Arbitro: | Døvle (Larvik) |

|                                             |           |                |
| Olsen Solberg 19’ Kirkevold 65’ Gauseth 72’ | Marcatori | 23’, 33’ Dahle |

## Statistiche

### Statistiche di squadra
| Competizione          | Punti | In casa | In casa | In casa | In casa | In casa | In casa | In trasferta | In trasferta | In trasferta | In trasferta | In trasferta | In trasferta | Totale | Totale | Totale | Totale | Totale | Totale | DR  |
| Competizione          | Punti | G       | V       | N       | P       | Gf      | Gs      | G            | V            | N            | P            | Gf           | Gs           | G      | V      | N      | P      | Gf     | Gs     | DR  |
| --------------------- | ----- | ------- | ------- | ------- | ------- | ------- | ------- | ------------ | ------------ | ------------ | ------------ | ------------ | ------------ | ------ | ------ | ------ | ------ | ------ | ------ | --- |
| 1. divisjon           | 48    | 15      | 9       | 4       | 2       | 25      | 16      | 15           | 5            | 2            | 8            | 24           | 27           | 30     | 14     | 6      | 10     | 49     | 43     | +6  |
| Qual. all'Eliteserien | -     | 0       | 0       | 0       | 0       | 0       | 0       | 1            | 0            | 0            | 1            | 0            | 2            | 1      | 0      | 0      | 1      | 0      | 2      | -2  |
| Coppa di Norvegia     | -     | 1       | 1       | 0       | 0       | 3       | 1       | 3            | 2            | 0            | 1            | 9            | 3            | 4      | 3      | 0      | 1      | 12     | 4      | +8  |
| Totale                | -     | 16      | 10      | 4       | 2       | 28      | 17      | 19           | 7            | 2            | 10           | 33           | 32           | 35     | 17     | 6      | 12     | 61     | 49     | +12 |

### Statistiche dei giocatori
| Giocatore    | 1. divisjon | 1. divisjon | 1. divisjon | 1. divisjon | Coppa di Norvegia | Coppa di Norvegia | Coppa di Norvegia | Coppa di Norvegia | Coppe europee | Coppe europee | Coppe europee | Coppe europee | Qual. all'Eliteserien | Qual. all'Eliteserien | Qual. all'Eliteserien | Qual. all'Eliteserien | Totale   | Totale | Totale      | Totale     |
| Giocatore    | Presenze    | Reti        | Ammonizioni | Espulsioni  | Presenze          | Reti              | Ammonizioni       | Espulsioni        | Presenze      | Reti          | Ammonizioni   | Espulsioni    | Presenze              | Reti                  | Ammonizioni           | Espulsioni            | Presenze | Reti   | Ammonizioni | Espulsioni |
| ------------ | ----------- | ----------- | ----------- | ----------- | ----------------- | ----------------- | ----------------- | ----------------- | ------------- | ------------- | ------------- | ------------- | --------------------- | --------------------- | --------------------- | --------------------- | -------- | ------ | ----------- | ---------- |
| H. Aalmen    | 11          | 1           | 1           | 0           | 2                 | 0                 | 0                 | 0                 |               |               |               |               | 0                     | 0                     | 0                     | 0                     | 13       | 1      | 1           | 0          |
| V. Adebahr   | 29          | 8           | 0           | 0           | 4                 | 3                 | 0                 | 0                 |               |               |               |               | 1                     | 0                     | 0                     | 0                     | 34       | 11     | 0           | 0          |
| E. Asani     | 23          | 3           | 4           | 0           | 4                 | 1                 | 2                 | 0                 |               |               |               |               | 1                     | 0                     | 1                     | 0                     | 28       | 4      | 7           | 0          |
| D. Bekkevold | 12          | 1           | 0           | 0           | 1                 | 0                 | 0                 | 0                 |               |               |               |               | 1                     | 0                     | 0                     | 0                     | 14       | 1      | 0           | 0          |
| V. Bjerke    | 21          | 0           | 2           | 0           | 2                 | 0                 | 1                 | 0                 |               |               |               |               | 1                     | 0                     | 0                     | 0                     | 24       | 0      | 3           | 0          |
| E. Dahle     | 29          | 9           | 1           | 0           | 4                 | 3                 | 1                 | 0                 |               |               |               |               | 1                     | 0                     | 0                     | 0                     | 34       | 12     | 2           | 0          |
| A. Enger     | 0           | 0           | 0           | 0           | 0                 | 0                 | 0                 | 0                 |               |               |               |               | 0                     | 0                     | 0                     | 0                     | 0        | 0      | 0           | 0          |
| T. Gundersen | 25          | 5           | 1           | 0           | 4                 | 1                 | 0                 | 0                 |               |               |               |               | 1                     | 0                     | 0                     | 0                     | 30       | 6      | 1           | 0          |
| K. Hagen     | 9           | 0           | 1           | 0           | 2                 | 1                 | 1                 | 0                 |               |               |               |               | 0                     | 0                     | 0                     | 0                     | 11       | 1      | 2           | 0          |
| T. Hagen     | 24          | 1           | 2           | 0           | 3                 | 1                 | 1                 | 0                 |               |               |               |               | 1                     | 0                     | 0                     | 0                     | 28       | 2      | 3           | 0          |
| E. Holst     | 1           | 0           | 0           | 0           | 0                 | 0                 | 0                 | 0                 |               |               |               |               | 1                     | 0                     | 0                     | 0                     | 2        | 0      | 0           | 0          |
| A. Idris     | 27          | 8           | 4           | 2           | 3                 | 0                 | 0                 | 0                 |               |               |               |               | 1                     | 0                     | 0                     | 1                     | 31       | 8      | 4           | 3          |
| O. Lie       | 29          | 2           | 3           | 0           | 4                 | 0                 | 1                 | 0                 |               |               |               |               | 1                     | 0                     | 0                     | 0                     | 34       | 2      | 4           | 0          |
| A. Nedrebø   | 27          | 2           | 0           | 0           | 2                 | 0                 | 0                 | 0                 |               |               |               |               | 0                     | 0                     | 0                     | 0                     | 29       | 2      | 0           | 0          |
| L. Øvernes   | 29          | 0           | 3           | 0           | 4                 | 0                 | 0                 | 0                 |               |               |               |               | 0                     | 0                     | 0                     | 0                     | 33       | 0      | 3           | 0          |
| J. Rise      | 29          | 0           | 2           | 0           | 4                 | 0                 | 0                 | 0                 |               |               |               |               | 1                     | 0                     | 0                     | 0                     | 34       | 0      | 2           | 0          |
| S. Riseng    | 0           | 0           | 0           | 0           | 0                 | 0                 | 0                 | 0                 |               |               |               |               | 0                     | 0                     | 0                     | 0                     | 0        | 0      | 0           | 0          |
| I. Rønningen | 0           | 0           | 0           | 0           | 0                 | 0                 | 0                 | 0                 |               |               |               |               | 0                     | 0                     | 0                     | 0                     | 0        | 0      | 0           | 0          |
| E. Sildnes   | 22          | 1           | 0           | 0           | 3                 | 1                 | 0                 | 0                 |               |               |               |               | 1                     | 0                     | 1                     | 0                     | 26       | 2      | 1           | 0          |
| F. Sjølstad  | 29          | 1           | 1           | 0           | 4                 | 0                 | 0                 | 0                 |               |               |               |               | 1                     | 0                     | 0                     | 0                     | 34       | 1      | 1           | 0          |
| N. Solhaug   | 4           | 0           | 0           | 0           | 0                 | 0                 | 0                 | 0                 |               |               |               |               | 0                     | 0                     | 0                     | 0                     | 4        | 0      | 0           | 0          |
| T. Strand    | 1           | 0           | 0           | 0           | 0                 | 0                 | 0                 | 0                 |               |               |               |               | 0                     | 0                     | 0                     | 0                     | 1        | 0      | 0           | 0          |
| O. Sveen     | 11          | 3           | 0           | 0           | 0                 | 0                 | 0                 | 0                 |               |               |               |               | 1                     | 0                     | 0                     | 0                     | 12       | 3      | 0           | 0          |
| E. Tønne     | 17          | 4           | 1           | 0           | 4                 | 0                 | 1                 | 0                 |               |               |               |               | 0                     | 0                     | 0                     | 0                     | 21       | 4      | 2           | 0          |
| A. Tronsmoen | 0           | 0           | 0           | 0           | 0                 | 0                 | 0                 | 0                 |               |               |               |               | 0                     | 0                     | 0                     | 0                     | 0        | 0      | 0           | 0          |